# Felix von Luckner
Felix Nikolaus Alexander Georg hrabě (dt.Graf) von Luckner (9. června 1881 Altfranken u Drážďan – 13. dubna 1966 Malmö) byl německý šlechtic, námořník a spisovatel. Získal přezdívku Der Seeteufel (Mořský ďábel) a mezinárodní slávu jako kapitán pomocného křižníku SMS Seeadler v období 1916–1917, kdy jako korzár potopil na 14 lodí bez ztráty na životech posádek potopených lodí.

## Život
Felix von Luckner pocházel ze šlechtického rodu a byl pravnukem Nicolase Lucknera, maršála Francie, kterému v roce 1779 udělil dánský král titul baron a v roce 1784 získal titul hrabě.
Třináctiletý Luckner utekl z domu a živil se na moři jako steward osobních lodí pod jménem Phylax Lüdicke. Nejdříve se nalodil na ruskou loď Niobe, která plula z Hamburku do Austrálie. Niobe opustil ve městě Fremantle. Následujících sedm let se potuloval světem na moři (americký čtyřstěžník Golden Shore, britský Pinmore a další) i na souši. Pracoval jako pomocník na majáku Cap Leeuwin, v Austrálii se věnoval odstřelu klokanů, fakirství, boxu a jiným krátkodobým zaměstnáním. V Mexiku byl u palácové gardy prezidenta Díaze, byl vlastníkem taverny i barmanem. V roce 1903 složil zkoušky kormidelníka na navigační škole v Lübecku a v roce 1907 kapitánské zkoušky na škole námořní plavby Papenburg v Hamburku. V roce 1903 vstoupil jako jednoroční dobrovolník do císařského námořnictva (Kaiserliche Marine) a v roce 1910 byl zařazen mezi aktivní důstojníky s hodností Leutnant zur See in die Reserve (poručík námořnictva v záloze). Do roku 1912 se plavil na obchodních lodích a až v roce 1912 vstoupil do aktivní služby vojenského námořnictva na torpédový člun Panther, se kterým se plavil v jihozápadní Africe. V roce 1913 byl povýšen do hodnosti Oberleutnant zur See (nadporučík námořnictva). V období první světové války byl přeložen na bitevní loď Kronprinz, na kterém se mimo jiné zúčastnil bitvy u Helgolandu, nájezdů na britská pobřeží. Zúčastnil se bitvy u Jutska jako velitel dělostřelecké věže Dora lodi Kronprinz, kde byl raněn.

### SMS Seeadler

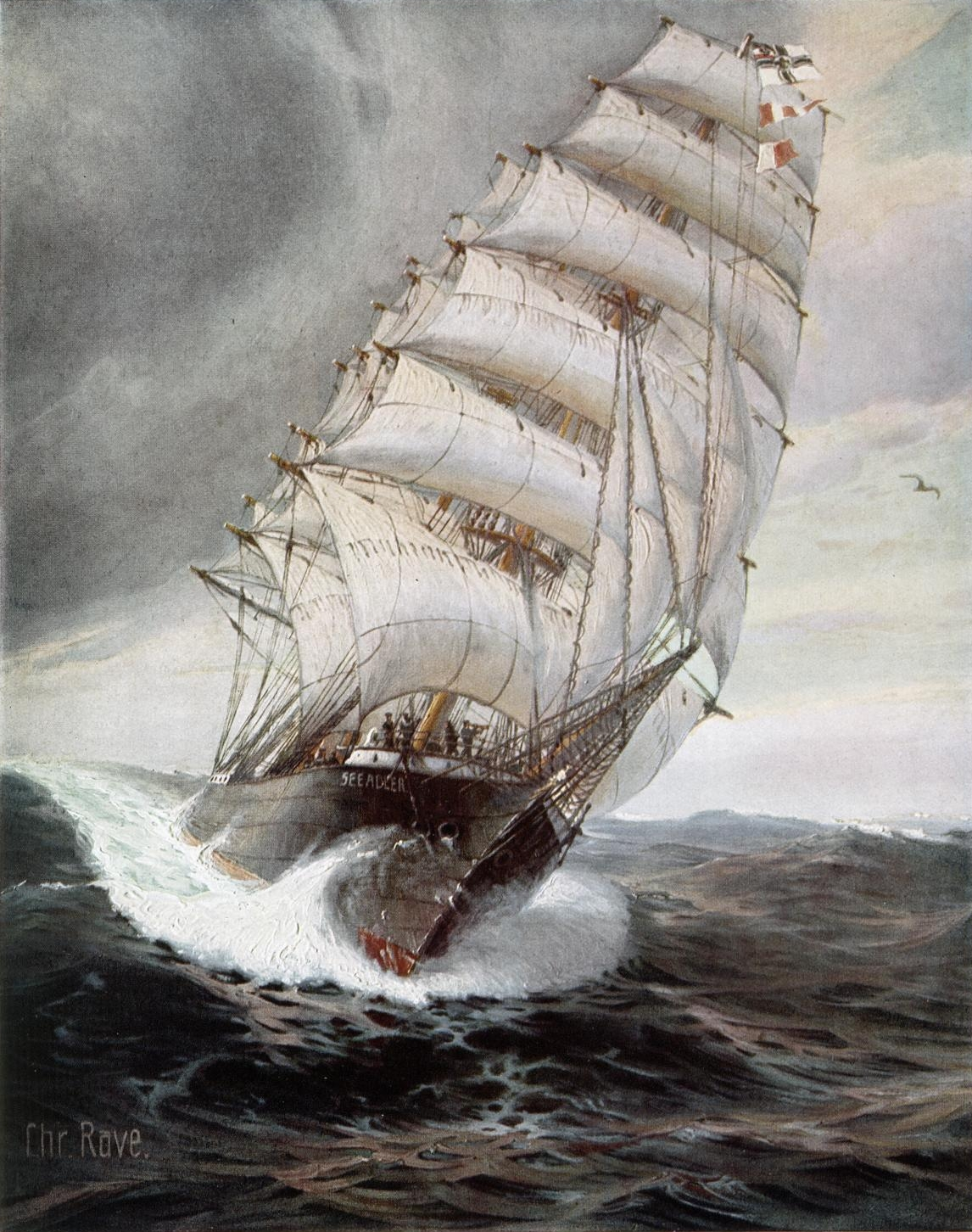
Cristopher Rave, pomocný křižník SMS Seeadler

Další jeho kariéra pokračovala na pomocném křižníku SMS Seeadler (Mořský orel). Původně windjammer postavený ve Skotsku v Glasgow pod názvem Pass of Balmaha byl zajat německou ponorkou U-36, když plul pod americkou vlajkou a konfiskován německým námořnictvem. Plachetnice byla vyzbrojena a doplněna pomocným motorem. Dne 21. prosince 1916 vyplula na svou korzárskou misi. Během 225 dní plavby v Atlantiku a Tichém oceánu zajal a potopil patnáct lodí bez ztráty na životech zajatých posádek. Posádky lodí přepravil na Seeadler včetně jejich zvířecích mazlíčků. Dne 20. března 1917 zajal francouzskou čtyřstěžňovou plachetnici Cambronne a přemístil na ni, pod velením kapitána Mullena z potopené lodi Pinmore, 300 vězněných osob (muže i ženy). Plachetnici zbavil stěžně, části ráhen a plachet, z obavy aby nemohl být pronásledován. Kapitánovi nařídil aby zajatce odvezl do neutrálního přístavu v Jižní Americe. Cambronne bezpečně doplula do Rio de Janeira 30. března 1917.
Královské námořnictvo si uvědomovalo nebezpečí a směr plavby SMS Seeadlera a zapojilo do akce křižníky Otranto a Orbita a obrněný křižník HMS Lancaster, které byly u mysu Horn. Silná bouře však zanesla Seeadler více na jih než vplul do Tichého oceánu. Luckner v dubnu 1917 obeplul mys Horn a vydal se na sever podél pobřeží Chile. V té době vstoupily do války Spojené státy americké. Pro Lucknera další cíle útoků. V Tichém oceánu potopil tři americké škunery.
Loď potřebovala opravu, která spočívala v položení lodi na bok a očištění (oškrábání) jejího trupu. Proto zakotvil u pobřeží malého korálového atolu Mopelia 450 km od Tahiti v souostroví Společenských ostrovů. Pro hluboký ponor nemohla plachetnice vplout do laguny a musela zakotvit vně útesu.
Dne 2. srpna 1917 lodi vypověděl pomocný motor a dvacetimetrová vlna tsunami hnala loď na pobřeží. Loď ztroskotala na korálovém útesu u ostrova. Tato verze byla potvrzena námořním soudem. Podle amerických zajatců většina námořníků s Lucknerem a vězni byla na pikniku na pobřeží, když se uvolnila kotva. Několik námořníků pod vedením nezkušeného důstojníka nemohlo už katastrofě zabránit a loď najela na útesy.

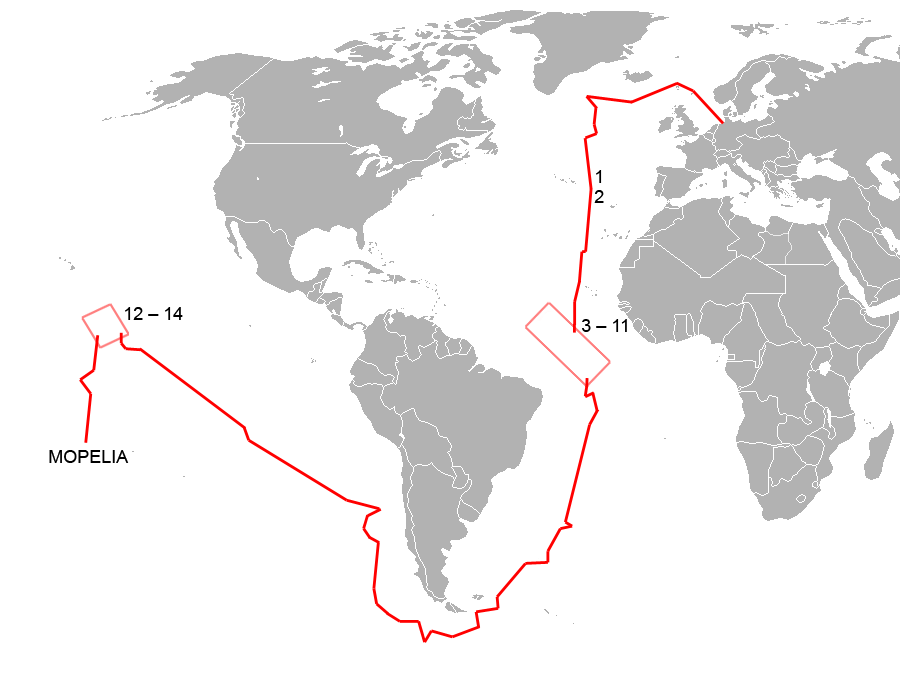
Mapa plavby Seeadlera a pozice potopených lodí

Všech 46 amerických vězňů, zbraně, dva desetimetrové otevřené motorové čluny a zásoby byly zachráněny. Luckner s pěti muži se vydal na motorovém člunu k Fidži s cílem zajmout nějakou loď, vrátit se na Mopelie a pokračovat v korzárské činnosti. Po třech dnech doplul na ostrov Atiu v souostroví Cookových ostrovů, kde se vydávali za holandsko-americké námořníky. Zásobeni guvernérem ostrova se vydali k ostrovu Aitutaki. Jakmile viděli, že novozélandský guvernér Aitutaki je podezřívá, rychle ostrov opustili a vydali se k ostrovu Rarotonga. Když se přiblížili k pobřeží uviděl Luckner ve tmě obrys lodi, kterou považoval za pomocný křižník, přestože to byl vrak lodi vyvržené na břeh. Zamířil proto k ostrovu Wakaya v souostroví Fidži, kam dopluli po překonání 3700 km v otevřeném člunu. U ostrova Wakaya byli 21. září 1917 zajati policisty člunu Amra a uvězněni na Novém Zélandu na ostrově Motuihe v blízkosti Aucklandu.
V tom čase zbylá posádka na ostrově Mopelia se zmocnila francouzské bárky Lutece a vyplula k domovu. Loď ztroskotala u Velikonočních ostrovů 4. října 1917 a celá posádka byla internována až do roku 1920 v Chile.

### Útěk

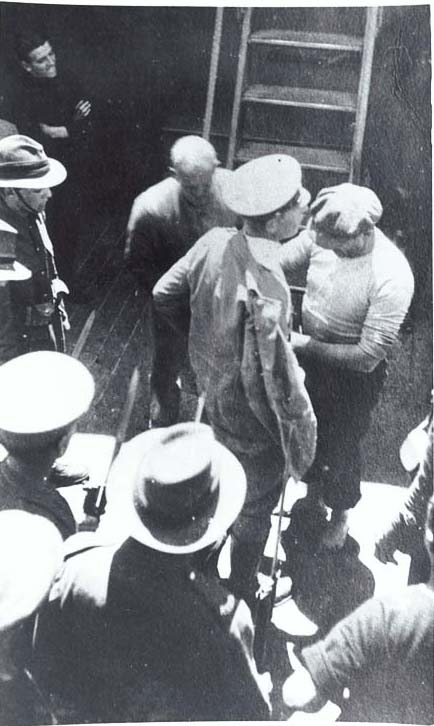
Mořský ďábel znovu v zajetí na palubě USS Iris

Luckner se nemohl spokojit s osudem válečného zajatce. Přes opakované kontroly jejich ubytoven, spolu se svými muži, v tajnosti získali z knihovny starý atlas a staré rádio, které opravili a uvedli do provozu. Podařilo se jim odposlouchávat telefonní linku mezi velitelstvím tábora a Aucklandem. Tajně kradli palivo z motorové lodi velitele tábora a shromažďovali je ve skleněných nádobách na břehu. V bouřlivé noci 13. prosince 1917 pod záminkou zkoušky na Boží narození utekli na rychlé lodi velitele tábora – Pearl. Kurz plavby byl na 38 mil vzdálený mys Colville (Cap Colville), odkud zamířili na odlehlé 20 mil vzdálené ostrovy Merkury, kde opravili motor lodi a poslouchali rozhlasové zprávy o jejich útěku vysílané z rozhlasu v Aucklandu. Člun, na kterém utekli, byl vybaven maketou kulometu na divadelní představení, to stačilo komu aby se zmocnil devadesátitunového škuneru Moa. Pomocí vlastnoručně vyrobeného sextantu a mapy okopírovaného ze školního atlasu doplul 21. prosince 1917 na 1000 mil vzdálené neobydlené Kermadekovy ostrovy, které sloužily jako zásobovací základna a kotviště pro novozélandské jednotky. Hlídková loď Iris odhadla záměr Lucknera a objevila se právě v době, kdy posádka nakládala zásoby na loď. Luckner vztyčil německou vlajku a pokusil se utéct před parníkem, který považoval za neozbrojený. Až když hlídková loď vypálila varovný výstřel Luckner se se svou posádkou vzdal. Byl vězněn v různých zajateckých táborech Nového Zélandu včetně ostrova Ripapa v zálivu Lyttelton až do roku 1919.

### Po první světové válce
Po válce Luckner pokračoval ve službě na školní lodi Niobe německé Reichsmarine. V hodnosti korvetního kapitána ukončil činnou službu 31. května 1922. V roce 1921 (21. května) vstoupil mezi svobodné zednáře v Hamburku do lože Zum goldenen Kugel Nr.66. Jako známá a bohatá osobnost byl přijat papežem, který jej nazval velkým humanistou. Se svou druhou ženou cestoval po Evropě a USA. V roce 1938 znovu navštívil Nový Zéland na své jachtě Seeteufel, kde jej uvítaly zástupy lidí, které očaroval vyprávěním svých zážitků. Někteří jej vinili z propagace nacismu, což Luckner vehementně popíral a představoval se jako velvyslanec míru. V roce 1939 se vrátil do Německa, kde se usadil v Halle an der Saale v domě své matky. Odepřel spolupráci s Hitlerem, který jej chtěl využít jeho slávu v propagandě. Nacisté na něj naléhali, aby vystoupil ze zednářské lóže a vzdal se čestného občanství měst, která mu byla udělena v Americe. Hitler Lucknerovi ztrpčoval život, mimo jiné mu nechal zablokovat bankovní konto. Luckner pravděpodobně zachránil život jedné židovky před transportem do koncentračního tábora. Údajně jí předal pas nalezený v kráteru po bombě a dotyčná Rosalie Janson odcestovala do USA. V roce 1951 tyto skutečnosti písemně potvrdila. Lucknerovo svědectví má mnoho protimluvů, které se nezdály izraelské komisi, která měla schválit nominaci na čestný titul Spravedlivý mezi národy.
V dubnu 1945 se k městu Halle blížily americké jednotky. Dne 16. dubna 1945 se Luckner nabídl jako zprostředkovatel k vyjednávání mezi oběma válčícími jednotkami. Po překročení frontové linie narazil na Ala Newmena, válečného zpravodaje časopisu Newsweek, se kterým se znal z dvacátých let. Vyjednáváni skončilo 19. dubna 1945 v 10:55 hodin stažením německých jednotek z města a vyhlášením Halle otevřeným městem. Za tento čin byl v roce 1946 jmenován čestným plukovníkem 104. US. divize TIMBERWOLVES.
Po druhé světové válce se odstěhoval do Švédska v Malmö, kde ve věku 86 let dne 13. dubna 1966 zemřel. Pochován je na hřbitově Ohlsdorf v Hamburku.

## Rodina.
Luckner byl dvakrát ženatý. S první manželkou Petrou Schultz z Hamburku měl dceru Inge-Mariii (narozená v roce 1913) a rozvedli se v roce 1914. V Malmö dne 24. září 1924 se oženil se Švédkou Ingeborg Engeström.